# Apatelodes adrastia
Apatelodes adrastia is een vlinder uit de familie van de Apatelodidae. De wetenschappelijke naam van de soort is voor het eerst geldig gepubliceerd in 1887 door Herbert Druce.

## Synoniemen
- Apatelodes diffidens Edwards, 1898[3][4]